# Myrcia salticola
Myrcia salticola är en myrtenväxtart som först beskrevs av Julian Alfred Steyermark, och fick sitt nu gällande namn av Mcvaugh. Myrcia salticola ingår i släktet Myrcia och familjen myrtenväxter. Inga underarter finns listade i Catalogue of Life.